# Tripterodon orbis
Tripterodon orbis is een straalvinnige vissensoort uit de familie van schopvissen (Ephippidae). De wetenschappelijke naam van de soort is voor het eerst geldig gepubliceerd in 1867 door Playfair.